# Любимовка (Михайловский район)
Люби́мовка (укр. Любимівка) — село,
Любимовский сельский совет,
Михайловский район,
Запорожская область,
Украина.
Код КОАТУУ — 2323383301. Население по переписи 2019 года составляло 369 человек.
Является административным центром Любимовского сельского совета, в который, кроме того, входят сёла
Барвиновка,
Владимировка,
Днепровка,
Лимановка,
Садовое и
Украинка.

## Географическое положение
Село Любимовка находится на автомобильной дороге М-18 (E 105),
на расстоянии в 1,5 км от села Садовое и в 2-х км от села Барвиновка.
Рядом протекает 3-й Магистральный канал.

## История
- 1921 год — дата основания села переселенцами из Михайловки.
- В 1943 году гитлеровцы разрушили село Любимовка.

## Экономика
- Сельскохозяйственный производственный кооператив им. Чапаева.

## Объекты социальной сферы
- Школа.
- Детский сад.
- Клуб.
- Участковая больница.

## Достопримечательности
- Братская могила 210 советских воинов.